# Candidatura de Tokio a los Juegos Olímpicos de 2020
Tokio 2020 (en japonés: 東京 2020) fue una candidatura exitosa por parte de la ciudad de Tokio y el Comité Olímpico Japonés de organizar los Juegos Olímpicos de 2020. Tokio ya celebró los Juegos Olímpicos de 1964. Yasuhiro Nakamori, del Comité Olímpico Japonés (JOC), hizo un anuncio formal el 16 de julio de 2011, de que la ciudad presentaría su candidatura para albergar la sede de los Juegos Olímpicos de Verano, a pesar del devastador terremoto y tsunami que afectó a Japón. Este sería el segundo intento consecutivo de la capital nipona. Tokio presentó su logotipo el 30 de noviembre de 2011.
La candidatura de Tokio venció a las candidaturas de Madrid y Estambul.